# Benkoelenstraat (Amsterdam)
De Benkoelenstraat is een straat in Amsterdam-Oost.
De straat gelegen tussen het Javaplein en de Balistraat kreeg op 2 september 1913 haar naam. Ze werd daarbij vernoemd naar de stad Bengkulu, in de tijd van Nederlands-Indië Benkoelen, op Sumatra. De straat ligt dan ook in de Indische Buurt waar alle straten en pleinen verwijzen naar Nederlands-Indië. Het straatje is amper vijftig meter lang en twaalf meter breed. 
In de straat is geen ruimte voor openbaar vervoer en kunst in de openbare ruimte.
Van 1935 tot 1944 woonde hier oorlogsslachtoffer Keesje Brijde.

## Gebouwen
De oorspronkelijke huisnummers bleven dan ook laag. Tijdens de uitgebreide renovatie in de jaren zeventig in de 20e eeuw of die in de jaren  nul van de 21e eeuw is die aangepast tot 2 tot en met 48 en 1 tot en met 47. Het bijzondere aan de straat is dat zij ingeklemd ligt tussen twee rijksmonumenten, blok I (monumentnummer 523298) en blok II (monumentnummer 523297) van het monumentencomplex Berlageblokken (monumentnummer 523295) ontworpen door Hendrik Petrus Berlage. De gevelwanden zijn elkaars spiegelbeeld. Het nauwe straatje was vanaf de aanleg rond 1915 tot 2004 toegankelijk voor alle middelen van vervoer; na 2004 werd de straat autovrij.     